# インターナショナルライトヘビー級王座
インターナショナルライトヘビー級王座は、闘龍門2000プロジェクトが管理、認定していた王座。

## 歴史
2002年3月3日、闘龍門2000プロジェクトディファ有明大会で開催された「実力査定リーグ戦」に優勝したミラノコレクションA.T.が初代王者になった。
2003年1月27日、闘龍門2000プロジェクトの解散により封印。

## 歴代王者
| 歴代  | 選手                   | 防衛回数 | 獲得日付       | 獲得場所 （対戦相手・その他）  |
| ----- | ---------------------- | -------- | -------------- | ------------------------------ |
| 初代  | ミラノコレクションA.T. | 1        | 2002年3月3日   | ディファ有明 吉野正人          |
| 第2代 | CIMA                   | 0        | 2002年12月26日 | 後楽園ホール 2003年1月27日封印 |